# San Dionisio, Yucatán
San Dionisio är en ort i Mexiko.   Den ligger i kommunen Peto och delstaten Yucatán, i den östra delen av landet, 1 100 km öster om huvudstaden Mexico City. San Dionisio ligger 38 meter över havet och antalet invånare är 243.
Terrängen runt San Dionisio är mycket platt. Runt San Dionisio är det glesbefolkat, med 12 invånare per kvadratkilometer. Närmaste större samhälle är Peto, 17,9 km nordväst om San Dionisio. I omgivningarna runt San Dionisio växer i huvudsak städsegrön lövskog.